# Zapasy na Igrzyskach Imperium Brytyjskiego 1938
Wyniki zawodów zapaśniczych rozegranych podczas III Igrzysk Imperium Brytyjskiego w 1938 roku. Startowali tylko mężczyźni (w stylu wolnym) w siedmiu kategoriach wagowych. 

## Rezultaty
| Kat. wagowa     |               |                  |                    |
| --------------- | ------------- | ---------------- | ------------------ |
| Waga kogucia    | Ted Purcell   | Vernon Blake     | Ray Cazaux         |
| Waga piórkowa   | Roy Purchase  | Larry Clarke     | Joseph Genet       |
| Waga lekka      | Dick Garrard  | Vernon Thomas    | Alfred Harding     |
| Waga półśrednia | Tom Trevaskis | Felix Stander    | Jeremiah Podjursky |
| Waga średnia    | Terry Evans   | Peter Sheasby    | Leslie Jeffers     |
| Waga półciężka  | Eddie Scarf   | Sidney Greenspan | Thomas Ward        |
| Waga ciężka     | Jack Knight   | James Dryden     | John Whelan        |

## Tabela medalowa
| Poz. | Państwo           |   |   |   | Łącznie |
| 1    | Australia         | 6 | - | - | 6       |
| 2    | Kanada            | 1 | 2 | 1 | 4       |
| 3    | Południowa Afryka | - | 3 | 1 | 4       |
| 4    | Nowa Zelandia     | - | 2 | 2 | 4       |
| 3    | Anglia            | - | - | 2 | 2       |
| 6    | Szkocja           | - | - | 1 | 1       |